# Ai Nagano
Ai Nagano (永野 愛 Nagano Ai) es una seiyū japonesa nacida el 13 de agosto de 1974 en la Prefectura de Saitama. Ha interpretado personajes como Honey Kisaragi de Cutey Honey Flash, Reika Tamaki de Ojamajo Doremi y Komachi Akimoto/Cure Mint de Yes! Pretty Cure 5, entre otras.

## Roles Interpretados

### Series de Anime
| Año/s           | Anime                           | Personaje/s                                                        | Eps.   |
| --------------- | ------------------------------- | ------------------------------------------------------------------ | ------ |
| 2008            | Yes! Pretty Cure 5 Go Go!       | Komachi Akimoto/Cure Mint                                          | Varios |
| 2007            | Yes! Pretty Cure 5              | Komachi Akimoto/Cure Mint                                          | 1      |
| 2006-2007       | Digimon Savers                  | Miki Kurosaki                                                      | Varios |
| 2006            | Air Gear                        | Ishiwatari                                                         | Varios |
| 2006            | Tokyo Style                     | Amiga de Hiroko                                                    | Varios |
| 2005-2006       | Futari wa Pretty Cure Max Heart | Seekun                                                             | Varios |
| 2004-2005       | Futari wa Pretty Cure           | Yoshimi Takenouchi                                                 | Varios |
| 2003-2006       | Zatch Bell!                     | Hiromi, Big Boing (Lady Susan), Daria Anjé, Cherish y Eskaruro Run | Varios |
| 2002-2003       | Digimon Frontier                | Nefertimon y Togemon                                               | Varios |
| 2002-2003       | Ojamajo Doremi Dokka~n!         | Reika Tamaki                                                       | Varios |
| 2001-2002       | Mo~tto! Ojamajo Doremi          | Reika Tamaki                                                       | Varios |
| 2001            | Digimon Tamers                  | Reika Ootori y Shuichon Lee                                        | 17     |
| 2001            | Digimon Adventure 02            | LadyDevimon                                                        | 2      |
| 2000-2001       | Ojamajo Doremi #                | Reika Tamaki                                                       | Varios |
| 1999-2000       | Ojamajo Doremi                  | Reika Tamaki                                                       | Varios |
| 2000            | Digimon Adventure               | LadyDevimon                                                        | 1      |
| 1998-1999       | Kocchi Muite Mīko               | Yūko Ogawa                                                         | Varios |
| 1998            | Haruba-Ke no Sanninme           | Kimchi                                                             | 42     |
| 1997-1998       | Cutey Honey Flash               | Honey Kisaragi/Cutey Honey                                         | 39     |
| Entre 2011-2014 | Toriko                          | Meria y Pukin                                                      | ??     |
| Entre 1998-???? | Ojarumaru                       | Akiko                                                              | ??     |
| Entre 1997-2000 | Kindaichi Shounen no Jikenbo    | Miho Shiraishi                                                     | 3-4    |

### OVAs
- Dōsōkai: Yesterday Once More como Makoto Kanō
- Ojamajo Doremi Na-i-sho como Reika Tamaki y Mary
- Shūsaku como Eri Takabe
- Shūsaku: Replay como Eri Takabe

### Películas
- Chō Tanpen PreCure All Stars GoGo Dream Live! como Komachi Akimoto/Cure Mint
- Cutey Honey Flash como Honey Kisaragi/Cutey Honey
- Digimon Tamers: Battle of Adventurers como Shuichon Lee
- Digimon Tamers: Runaway Digimon Express como Shuichon Lee
- Precure All Stars DX: Todas somos amigas ☆ La colección de los Milagros! como Komachi Akimoto/Cure Mint
- Precure All Stars DX2: La luz de la Esperanza ☆ Protege la Joya del arcoíris! como Komachi Akimoto/Cure Mint
- Precure All Stars DX3: Entrega el futuro! El arcoíris ☆ La flor de color que conecta el mundo como Komachi Akimoto/Cure Mint
- Precure All Stars New Stage: Amigas del futuro como Komachi Akimoto/Cure Mint
- Pretty Cure All Stars New Stage 3: Amigas Eternas como Komachi Akimoto/Cure Mint
- Yes! Pretty Cure 5: Kagami no Kuni no Miracle Daibouken! como Komachi Akimoto/Cure Mint
- Yes! Pretty Cure 5 Go Go! La Película: ¡Feliz Cumpleaños Nozomi! como Komachi Akimoto/Cure Mint

### Drama CD
- Ojamajo Doremi 17 como Reika Tamaki

### Videojuegos
- Ojamajo Adventure: Naisho no Mahou como Reika Tamaki
- True Love Story 2 como Akane Morishita